# Keshorn Walcott
Keshorn Walcott (Toco, 2 aprile 1993) è un giavellottista trinidadiano, campione olimpico della specialità a Londra 2012.

## Record nazionali

### Seniores
- Lancio del giavellotto: 90,16 m ( Losanna, 9 luglio 2015)

## Palmarès
| Anno | Manifestazione          | Sede           | Evento                 | Risultato | Prestazione | Note                                     |
| ---- | ----------------------- | -------------- | ---------------------- | --------- | ----------- | ---------------------------------------- |
| 2009 | Mondiali allievi        | Bressanone     | Lancio del giavellotto | 13º (q)   | 66,72 m     | Miglior prestazione personale            |
| 2010 | Mondiali juniores       | Moncton        | Lancio del giavellotto | 16º (q)   | 66,05 m     | Miglior prestazione nazionale under 20   |
| 2011 | Campionati CAC          | Mayagüez       | Lancio del giavellotto | 4º        | 70,98 m     |                                          |
| 2011 | Giochi panamericani     | Guadalajara    | Lancio del giavellotto | 7º        | 75,77 m     | Miglior prestazione personale            |
| 2012 | Mondiali juniores       | Barcellona     | Lancio del giavellotto | Oro       | 78,64 m     |                                          |
| 2012 | Giochi olimpici         | Londra         | Lancio del giavellotto | Oro       | 84,58 m     | Record nazionale                         |
| 2013 | Mondiali                | Mosca          | Lancio del giavellotto | 18º (q)   | 78,78 m     |                                          |
| 2014 | Giochi del Commonwealth | Glasgow        | Lancio del giavellotto | Argento   | 82,67 m     |                                          |
| 2015 | Giochi panamericani     | Toronto        | Lancio del giavellotto | Oro       | 83,27 m     |                                          |
| 2015 | Mondiali                | Pechino        | Lancio del giavellotto | 26º (q)   | 76,83 m     |                                          |
| 2016 | Giochi olimpici         | Rio de Janeiro | Lancio del giavellotto | Bronzo    | 85,38 m     |                                          |
| 2017 | Mondiali                | Londra         | Lancio del giavellotto | 7º        | 84,48 m     |                                          |
| 2018 | Giochi CAC              | Barranquilla   | Lancio del giavellotto | Oro       | 84,47 m     |                                          |
| 2019 | Giochi panamericani     | Lima           | Lancio del giavellotto | Argento   | 83,55 m     |                                          |
| 2019 | Mondiali                | Doha           | Lancio del giavellotto | 11º       | 77,47 m     |                                          |
| 2021 | Giochi olimpici         | Tokyo          | Lancio del giavellotto | 16º (q)   | 79,33 m     |                                          |
| 2022 | Mondiali                | Eugene         | Lancio del giavellotto | 16º (q)   | 78,87 m     |                                          |
| 2022 | Giochi del Commonwealth | Birmingham     | Lancio del giavellotto | 4º        | 82,61 m     |                                          |
| 2022 | Campionati NACAC        | Freeport       | Lancio del giavellotto | Argento   | 83,94 m     |                                          |
| 2023 | Giochi CAC              | San Salvador   | Lancio del giavellotto | Oro       | 83,60 m     |                                          |
| 2024 | Giochi olimpici         | Parigi         | Lancio del giavellotto | 7º        | 86,16 m     | Miglior prestazione personale stagionale |

## Altre competizioni internazionali
2014
- Bronzo in Coppa continentale ( Marrakech), lancio del giavellotto - 83,52 m

## Riconoscimenti
- Atleta mondiale emergente dell'anno (2012)